# Bryoptera colita
Bryoptera colita är en fjärilsart som beskrevs av William Schaus 1901. Bryoptera colita ingår i släktet Bryoptera och familjen mätare. Inga underarter finns listade i Catalogue of Life.